# Kolosso (strip)
Kolosso je glavni lik talijanske serije avanturističko-komičnih stripova koji je stvorio Mario Faustinelli. Prvi je put objavljen između 1964. i 1966.

## Povijest i profil
Glavni lik Mac Kolosso je predstavljen kao "nećak Hercules i Maciste", a bio je zamišljen kao ironična parodija filmskog žanra mača i sandala, kao i pokušaj da se ponovi uspjeh Dicka Fulminea Carla Cossie. Izmjenjivalo se nekoliko književnika i crtača, posebno Pier Carpi, Alfredo Castelli, Antonio Canale, Carlo Cossio, Carlo Porciani i Franco Paludetti.
Izvorno postavljene zahvaljujući triku vremenskog stroja, priče su se na kraju protezale od prapovijesti do budućnosti. Stripove je objavila Casa Editrice Gli Amici u istoimenoj seriji stripova. Do travnja 1964. su objavljena 104 broja. 105. epizoda na kraju je objavljena 1971. u časopisu Ploff!.